# Marcel Poncin
Pour les articles homonymes, voir Poncin (homonymie).
Marcel Poncin, né le 27 août 1890 à Paris 9e et mort le 8 juin 1953 à Londres (quartier de Paddington), est un acteur, artiste peintre et dessinateur français.

## Biographie
Fils du compositeur et chef d'orchestre Eugène Poncin (1860-1940) et de Marie Amélie Le Corguillé, Marcel Poncin est d'abord artiste peintre et dessinateur (voir liens externes), vivant alors dans sa ville natale. En 1930, il épouse à Paris 6e l'anglaise Guinevere Mary Alexis Ashby (1895-1985), avec laquelle il s'installe ensuite définitivement à Londres, où il meurt en 1953, à 62 ans.
Ainsi, il joue en Angleterre au théâtre, entre autres à Londres, notamment dans Une cloche pour Adano de Paul Osborn (1945, avec Sebastian Cabot), The Importance of Wearing Clothes de Lawrence Langner (en) (1951-1952, avec Derrick De Marney) et The River Line de Charles Morgan (1952-1953, avec Paul Scofield et Pamela Brown).
Toujours dans son pays d'adoption, Marcel Poncin contribue au cinéma à vingt-quatre films (majoritairement britanniques), depuis Johnny Frenchman (en) de Charles Frend (1945, avec Françoise Rosay et Tom Walls) jusqu'à La Loterie de l'amour de Charles Crichton (sortie posthume, 1954, avec David Niven et Peggy Cummins). Entretemps, citons Les Chaussons rouges de Michael Powell et Emeric Pressburger (1948, avec Anton Walbrook et Moira Shearer) et Si Paris l'avait su d'Antony Darnborough et Terence Fisher (1950, avec Jean Simmons et Dirk Bogarde).
S'ajoutent à la télévision britannique trois téléfilms d'origine théâtrale, le premier diffusé en 1949, les deux suivants en 1951.

## Théâtre à Londres (sélection)
- 1944 : Happy Few de Paul Anthony : rôle non spécifié
- 1945 : Une cloche pour Adano de Paul Osborn, d'après le roman éponyme de John Hersey[4] : Erba / Carlo
- 1948 : Cockpit de Bridget Boland : Duval[5]
- 1951 : Come Live with Me de Campbell et Dorothy Christie : Gustave
- 1951-1952 : The Importance of Wearing Clothes de Lawrence Langner : Robert de Jumigière
- 1952 : L'Abbaye du cauchemar (Nightmare Abbey) de Thomas Love Peacock : Fatout
- 1952-1953 : The River Line de Charles Morgan : Pierre Chassaigne

## Filmographie partielle
(films britanniques, sauf mention contraire)
- 1945 : Johnny Frenchman (en) de Charles Frend : Theo
- 1946 : La Perle noire (Bedelia) de Lance Comfort : M. Perrin
- 1948 : Quartet, film à sketches, segment Âme d'artiste (The Alien Corn) d'Harold French : le français
- 1948 : Les Chaussons rouges (The Red Shoes) de Michael Powell et Emeric Pressburger : M. Boudin
- 1948 : The Blind Goddess (en) d'Harold French : Bertoni
- 1949 : The Huggetts Abroad de Ken Annakin : le commandant du fort
- 1949 : Les Amants passionnés (The Passionate Friends) de David Lean : un portier à l'Albert Hall
- 1949 : The Lost People de Muriel Box et Bernard Knowles : Duval
- 1950 : Si Paris l'avait su (So Long at the Fair) d'Antony Darnborough et Terence Fisher : Narcisse
- 1950 : Lili Marleen (en) (Lilli Marlene) d'Arthur Crabtree : Lestoque
- 1950 : La Salamandre d'or (Golden Salamander) de Ronald Neame : Dommic
- 1951 : Le Voyage fantastique (No Highway in the Sky) d'Henry Koster : un scientifique
- 1951 : Night Without Stars (en) d'Anthony Pelissier : l'aveugle
- 1952 : Chanson de Paris (Song of Paris) de John Guillermin : Martin
- 1952 : Judgment Deferred (en) de John Baxter : l'étranger
- 1953 : La Valse de Monte-Carlo (Melba) de Lewis Milestone : Roger
- 1953 : Saadia d'Albert Lewin (film américain) : Moha
- 1953 : There Was a Young Lady (en) de Lawrence Huntington : le premier bijoutier
- 1953 : Week-end à quatre (A Day to Remember) de Ralph Thomas : Baptiste Sautet
- 1954 : La Loterie de l'amour (The Love Lottery) de Charles Crichton : le prêtre